# Сирота, Максим Александрович
Макси́м Алекса́ндрович Сиро́та (укр. Максим Олександрович Сирота; род. 27 июля 1987, Алушта) — украинский футболист, полузащитник.

## Биография

### Клубная карьера
Воспитанник алуштинского футбола. Первый тренер — Александр Анатольевич Литвиненко. В 2000 году побывал на юношеском турнире в Барселоне. В ДЮФЛ выступал за «Алустон-98» (Алушта) и «Шахтёр» (Донецк). В 2003 году выступал за мини-футбольную команду «Алустон-98» из Алушты. В сентябре 2005 года был заявлен за молодёжный состав московского «Динамо». Всего за дубль он провёл 11 матчей. В команде он провёл год, после окончания контракта Сирота покинул клуб. Зимой 2008 года перешёл в клуб «Александрия». В Первой лиге Украины дебютировал 18 марта 2008 года в выездном матче против киевского ЦСКА (1:0). Всего в «Александрия» Сирота провёл около двух лет и сыграл 33 матча и забил 6 мячей в Первой лиге, в Кубке Украины провёл 3 матча. Летом 2009 года побывал на просмотре в симферопольской «Таврии», но контракт с клубом не подписал.
В марте 2010 года подписал годичный контракт с «Таврией», получил 21-й номер. В Премьер-лиге Украины дебютировал 28 марта 2010 года в домашнем матче против донецкого «Металлурга» (1:0), Сирота вышел в дополнительное время вместо Дениса Голайдо. Летом 2010 года получил статус свободного агента и перешёл в кировоградскую «Звезду».
1 марта 2016 года был заявлен за «Арсенал-Киев».

### Карьера в сборной
В юношеской сборной Украины до 17 лет провёл всего 1 матч, 13 апреля 2004 года в домашнем поединке против Бельгии (2:1), Сирота вышел на 41 минуте вместо Романа Дороша.

## Достижения
- Обладатель Кубка Украины: 2009/10